# یواس‌اس کلیولند (سی-۱۹)
یواس‌اس کلیولند (سی-۱۹) (به انگلیسی: USS Cleveland (C-19)) یک کشتی بود که طول آن ۳۰۸ فوت ۱۰ اینچ (۹۴٫۱۳ متر) بود. این کشتی در سال ۱۹۰۱ ساخته شد.